# Ніколає Григореску
Нікола́є Григоре́ску (рум. Nicolae Grigorescu; 15 травня 1838, Пітару, повіт Димбовиця — 21 липня 1907, Кимпіна, Прахова) — видатний румунський художник.

## Біографія і творчість

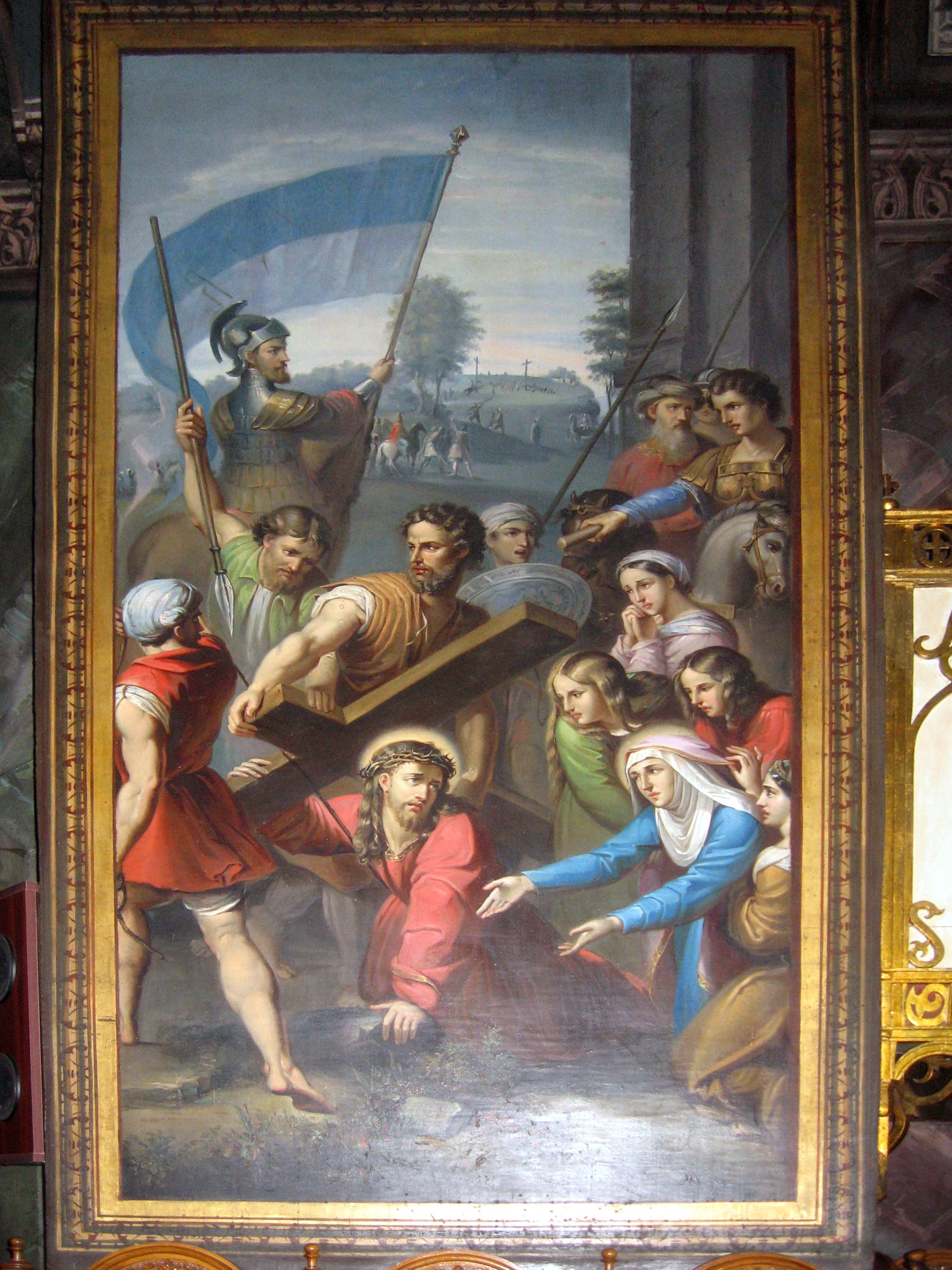
Несення хреста, з монастиря Агапія (1858 рік)

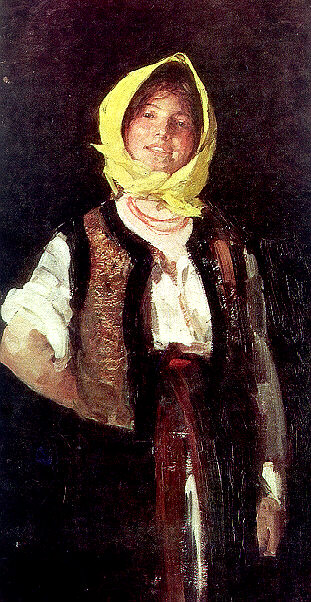
Весела селянка (1894 рік), Національний музей мистецтв Румунії, Бухарест

Народився в родині, в якій було семеро дітей, і рано втратив батька. Слідом за старшим братом, який навчався у дядька, пішов у навчання і пізніше заробляв на життя як іконописець. Був підмайстром в майстерні мініатюриста та іконописця Антона Хладека, одного з іноземних художників, які приїхали після отримання незалежності Румунії з метою реформувати традиційний стиль іконопису в напрямку сучасних західних стандартів. На початку навчання наслідував стиль бідермаєр, в якому працював Хладек, одночасно вивчаючи живопис старих майстрів і намагаючись писати в їх манері. У віці 14 років виконав 11 святкових ікон для церкви в Байку (Прахова), а також виконав сім великих ікон на замовлення княжни Клеопатри Трубецької; виконав ікони для монастиря Кальдарусани (пізніше знищені пожежею), фрески та ікони для монастиря Замфіра, фрески та ікони для монастиря Агапія (1858) за замовленням Йосипа Георгяна, майбутнього митрополита Румунії, і близько сотні полотен для церкви в обдиманні-Маре близько Бухареста. Відомі також портрети раннього періоду творчості, виконані в канонічній манері.

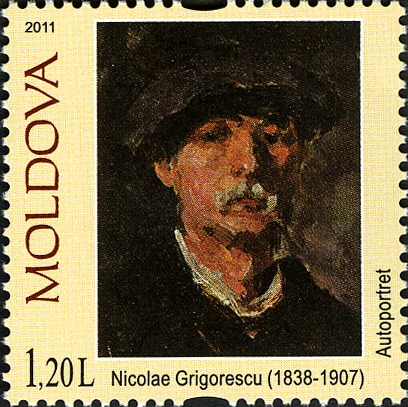
Ніколає Григореску. Поштова марка Молдови

У 1861 році за сприяння Михайла Когальнічану, інспектора, який вивчав роботи Григореску для монастиря Агапія і розпізнав талант художника, отримав стипендію на навчання за кордоном і восени того ж року вирушив до Парижа.
У Парижі вчився в Школі витончених мистецтв, а також відвідував майстерню Себастьєна Корню, де одним з його товаришів по навчанню був П'єр Огюст Ренуар. Цікавився малюнком і композицією. Незабаром покинув майстерню і, захопившись ідеєю пленеру, зблизився з групою художників Барбізонської школи, в першу чергу Жаном-Франсуа Мілле і Гюставом Курбе. У 1867 році на Всесвітній Виставці в Парижі представив сім робіт, а в Салоні 1868 — картину «Ромська дівчинка».
Кілька разів повертався до Румунії, де, починаючи з 1870 року, регулярно брав участь у виставках. У 1877 році отримав запрошення супроводжувати румунську армію під час російсько-османської війни 1877-1878 років. Зроблені замальовки пізніше використав для створення великих полотен.
З 1879 по 1890 рік працював у Франції, зокрема, в Бретані і в Парижі. У 1890 році оселився в Кимпіна і надалі писав, в основному, портрети селянок і сільські пейзажі. У 1899 році був обраний почесним членом Румунської Академії.